# Крестовский монастырь
Мужской монастырь во имя Животворящего Креста Господня — монастырь в городе Калуге, Россия.
Открыт при содействии Калужского епископа Григория во второй половине XIX века. Располагался по дороге в Лаврентьев монастырь на Крестовском поле, бывшем северной окраиной города. Упразднён в 1924 году, восстановлен в 2007 году. Современный адрес — ул. Поле Свободы, д. 65А.

## История
Ранее на месте монастыря стояла сначала деревянная, а затем каменная часовня, именуемая «часовня на Боровской дороге». Согласно преданию жители Калуги решили поставить на этом месте большой деревянный крест, спасённый во время большого Калужского пожара в 1618 году, дабы оградить окрестности от часто случавшихся в то время грабежей и разбоя, и возвели для него часовню. Согласно ведомости 1763 года она числилась за Лаврентьевым монастырём.
Церковь на месте часовни построили после того, как здесь излечился от болезни отставной полковник Павел Сергеевич Чебышев.
15 августа 1827 года он, приехавший в Калугу на лечение, увидел во сне, как исцелился после поклонения распятия в неизвестной ему часовне. Тем же днём, выехав на прогулку, он оказался в окрестностях будущего монастыря и, войдя в часовню, узнал приснившееся ему внутреннее убранство. Помолившись и приняв святой воды, омывшей распятие, Чебышев вновь почувствовал себя здоровым и дал обет построить на месте часовни храм во имя Воздвижения Честного Животворящего Креста. Однако исполнению обета помешала его скоропостижная смерть в 1829 году. Исполнить его в 1830 году взялась вдова Чебышева Наталья Павловна, и с помощью Калужского епископа Гавриила храм был построен за один год. Автором проекта выступил архитектор Н. Соколов.
Расположение церкви в Ямской слободе, вблизи границы города на тот момент, способствовало образованию при ней кладбища, где были похоронены некоторые почётные жители Калуги. Калужский епископ Николай учредил при церкви богадельню для священнослужителей и приют для церковнослужителей, выстроил каменную ограду с готическими башенками по углам и деревянный дом на каменном фундаменте для призреваемой братии. Епископ Григорий в 1854 году вместо деревянного построил для служителей двухэтажный каменный дом с трапезной и 14 кельями. В 1855 освящён северный придел церкви в честь иконы Божией Матери «Троеручица».
В 1858 году храм был расписан живописцем Пановым.
Во второй половине 1870-х годов церковь получила статус монастыря. В 1879 году при нём была открыта воскресная школа для детей. Количество монахов в обители в разные годы составляло 12−15 человек.
Монастырь был закрыт постановлением президиума Калужского губисполкома от 2 июля 1924 года. 23 марта 1929 года в связи с отсутствием средств на ремонт было решено его снести. Церковь, колокольня и ограда были разобраны в 1930-х. В 1932 году в двухэтажном доме для монахов был отрыт детский сад. Монастырская пекарня переделана в жилой дом, а затем в домоуправление.
С сентября 2006 года началась работа по восстановлению монастыря. В августе 2007 года было образовано Архиерейское подворье, настоятелем назначен иеромонах Тихон (Шепеленко). К 2010 году реконструировано одноэтажное здание домоуправления (бывшая пекарня). В нем был оборудован домовый храм в честь иконы Божией Матери «Троеручица», а также ризница, библиотека, братские кельи, трапезная и другие подсобные помещения. В здании бывшего братского корпуса с сентября 2009 года действует учреждённый при монастыре Центр дополнительного образования и духовно-интеллектуального развития «Купина».

## Крестовоздвиженская церковь
Крестовоздвиженская церковь имела в плане форму равностороннего креста. Снаружи ветви креста оканчивались портиками с круглыми колоннами, поддерживающими фронтон. Внутренние помещения освещались через десять окон с дубовыми двойными рамами и железными решетками. Купол был покрыт белым железом, окрашенным медянкой. Крест на куполе — железный позолоченный. С западной стороны церкви находилась двухъярусная столпообразная колокольня, к которой пристроены две каменные палатки, одна для ризницы, другая для сторожа. В колокольню с западной стороны вела чугунная створчатая дверь с решетками.
По внутреннему расположению церковь также представляла собой равносторонний крест, ветви которого отделялись от середины арками с пролётами. Западная ветвь составляла притвор, в восточной помещался алтарь, в южной — чудотворный крест, в северной — придел в честь иконы Богоматери Троеручицы, в котором хранилась икона Иверской Божией Матери. Купол был украшен изображением святой Троицы, фонарь — четырёх Вселенских Святителей, перемычки сводов между арками — четырёх евангелистов.
При входе в храм, на стене отделяющей притвор от помещения церкви висела позолоченная медная табличка, гласящая в том числе что:
…В благодарение Господу за сие чудесное исцеление он [П. С. Чебышев] дал святой обет, что из оной часовни, издревле существовавшей, устроить храм во имя Воздвижения Животворящего Креста. Оный Боярин после сего, будучи в Москве по делам своим, от возобновившейся болезни почил в Бозе 1829 г. Января в 3 день, и погребён в Симоновом монастыре. Супруга его Полковница Наталья, дщерь Болярина Павла, по ходатайству Гавриила Епископа Калужского, получила от Святейшего Синода благословение на сооружение сего храма, коему основание положено того 1829 г. Июля в 3 день…
За правым клиром находилась старинная складная икона «Утешение плачущих» в серебровызолоченной ризе чеканной работы 1795 года. Левой клир был закрыт иконой Святителя Митрофана.